# Margaret Lin Xavier

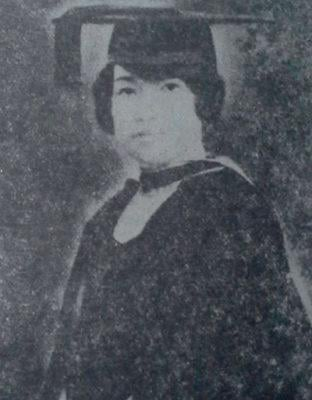
Margaret Lin Xavier (vor oder im Jahr 1924)

Margaret Lin Xavier (thailändisch มาร์กาเร็ต ลิน เซเวียร์; * 29. Mai 1898 in Bangkok; † 6. Dezember 1932), auch bekannt als Khun Ying Lin Srivisanvaja oder Doktor Lin, war eine Ärztin und Sozialreformerin. Als erste Frau Siams erlangte sie den Doktortitel, praktizierte moderne Medizin und gründete ihre eigene Privatklinik Unakan für Geburtshilfe und Gynäkologie. Zeit ihres Lebens setzte sie sich für eine bessere Gesundheitsversorgung der ärmeren Schichten ein, insbesondere für Prostituierte, und behandelte zahllose Patientinnen unentgeltlich.

## Leben

### Herkunft und Ausbildung
Margaret Lin Xavier war die Tochter von Kim Ki und des portugiesischstämmigen Diplomaten Phraya Sri Phipat Kosa (Celestino Maria Xavier) und hatte eine ältere Schwester namens Chan Xavier. Ihr Vater diente als stellvertretender Staatssekretär unter König Chulalongkorn und später unter dessen Nachfolger König Vajiravudh im Außenministerium. Dadurch hatte Lin Xavier die Möglichkeit einer internationalen Ausbildung und besuchte zunächst die Convent of the Sacred Heart School in Penang.
Als ihr Vater als Diplomat nach Italien versetzt wurde, nahm er seine Töchter nach Europa mit und schickte sie zum Schulbesuch nach England. Zunächst belegte Lin Xavier am Clark’s Commercial College in London vorbereitende Kurse für die Hochschulzugangsprüfung und schrieb sich nach deren Abschluss an der London School of Medicine for Women ein, wo bereits berühmte Ärztinnen wie Rakhmabai und Mary Esther Harding studiert hatten. Sie wurde im Royal Free Hospital praktisch ausgebildet, erlangte den Bachelor der Medizin und der Chirurgie und erhielt schließlich den Doktortitel.

### Wirken als Ärztin
Nach dem Tod ihres Vaters kehrte Margaret Lin Xavier im Jahr 1924 nach Hause zurück. Im Alter von 26 Jahren begann die erste studierte Ärztin Siams ihre Arbeit als Geburtshelferin des örtlichen Roten Kreuzes im King Chulalongkorn Memorial Hospital und der medizinischen Einrichtung des Gesundheitsministerium im Bangkoker Bezirk Bang Rak. Sie leitete die Abteilung für Pädiatrie und eröffnete schließlich mit Erlaubnis des Roten Kreuzes ihre private Klinik namens Unakan. Die hauseigene Apotheke der Klinik wurde von ihrer älteren Schwester geleitet, der studierten Apothekerin Chan Xavier.
Kurz nach ihrer Rückkehr nach Siam ermittelten die indischen Behörden, ob Margaret Lin Xavier während ihres Aufenthaltes in England in Kontakt mit einem indischen Kommunisten gestanden hätte. Zu diesem Zweck wurde das siamesische Innenministerium gebeten, die Ärztin zu überwachen und festzustellen, ob sie die Absicht hätte, nach Indien zu reisen. Das Innenministerium gab den indischen Behörden gegenüber zwar an, dass Lin Xavier lediglich halbtags beim Roten Kreuz arbeitete und somit durchaus Gelegenheit für andere Tätigkeiten hätte. Gleichzeitig betonten sie jedoch, dass es sich bei ihr um einen anständigen und ordentlichen Menschen handele und sie völlig in ihrem Beruf aufgehe.
Lin Xaviers Schwerpunkt lag auf der Behandlung von sexuell übertragbaren Erkrankungen. „Doktor Lin“, wie sie gemeinhin genannt wurde, stellte ihre Dienste allen Bevölkerungsschichten zur Verfügung, so dass auch einkommensschwache Patienten medizinische Versorgung erhielten. Insbesondere verarmte Prostituierte wurden von ihr unentgeltlich behandelt. Auch in den höheren Schichten wurde sie respektiert und 1932 half sie der zukünftigen Königin Sirikit auf die Welt.

### Familienleben
Am 15. August 1926 heiratete Margaret Lin Xavier den Oberst Phraya Srivisaravaja. Einer Quelle zufolge wurde die Ehe von seiner Mutter vermittelt, die Lin Xavier als Schwiegertochter haben wollte. Das Paar hatte drei Kinder. Im Gegensatz zu anderen Frauen ihres Standes stellte Lin Xavier keine Amme ein, sondern stillte ihre Kinder selbst, was in der damaligen Zeit ein Bruch aller gängigen Konventionen war. Auch setzte sie nach der Geburt ihrer Kinder ihre Arbeit fort, statt sich aus dem Berufsleben zurückzuziehen.
Im Jahr 1932 erhielt Srivisaravaja das Amt des Außenministers von Siam, was Lin Xavier den Titel Khun Ying einbrachte.

### Tod
Im Jahr 1932 erkrankte Margaret Lin Xavier an Enzephalitis und Influenza. Obwohl sich mehrere bekannte Ärzte um sie bemühten, starb sie am 6. Dezember 1932 im Alter von 34 Jahren. Ihr Mann blieb nach ihrem Tod bis zum Ende seines Lebens unverheiratet.

## Würdigungen
Im Jahr 1929 erhielt Margaret Lin Xavier in Anerkennung ihrer Verdienste den Orden von Chula Chom Klao dritter Klasse.
Am 29. Mai 2020 würdigte Google Margaret Lin Xavier mit einem Google Doodle.